# Aleksandar Sergejevič Puškin
Aleksandar Sergejevič Puškin (rus. Алекса́ндр Серге́евич Пу́шкин; Moskva, 6. lipnja 1799. – Sankt Peterburg, 10. veljače 1837.), ruski pjesnik, dramatičar i prozaik.
Aleksandar Puškin ima ugled velikog ili izvanrednog ruskog pjesnika, te ga se smatra utemeljiteljem suvremenog književnog ruskog jezika. Puškin je među prvima u Rusiji počeo pisati narodnim jezikom i distancirao se od književnosti romantizma popularne u Zapadnoj Europi. Stvorio je stil koji je miješao satiru, romantiku i dramu.
Najpoznatija djela su mu: Jevgenij Onjegin, Boris Godunov, Pikova dama i Bajka o ribaru i ribici.

## Životopis

### Podrijetlo
Aleksandar Sergejevič Puškin potječe od razgranatog plemićkog roda Puškina bez titule, koje prema genealoškom tumačenju vuče podrijetlo od "muža čestita", viteza Ratmira (Ratše), suvremenika Aleksandra Nevskog. Puškin je često pisao o svojem rodoslovnom stablu u stihovima i u prozi; vidio je u svojim precima primjer drevnog roda, istinske "aristokracije" koja je časno služila domovini, no nije razvijala odnos vladara i "progonjenog". Više puta se obraćao (uključujući i u umjetničkom obliku) i liku svojeg pradjeda po majci - Afrikanca Ibrahima Petroviča Hanibala, koji je postao sluga i pitomac Petra I., a zatim vojni inženjer i general.
Sin Ibrahima Hanibala je ruski visoki vojni časnik Ivan Abramovič Gannibal, Puškinov prastric.
Puškinov djed po ocu, Lav Aleksandrovič, bio je topnički pukovnik, kapetan garde. Puškinovi roditelji, otac Sergej Ljvovič (1767. – 1848.), bio je svjetski dosjetljivac i pjesnik-amater, a njegova majka – Nadežda Osipovna Hanibal (1775. – 1836.), Hanibalova unuka. Stric po ocu, Vasilij Ljvovič, (1766. – 1830.), bio je poznati pjesnik iz kruga Karamzina. Od djece Sergeja Ljvoviča i Nadežde Osipovne, osim Aleksandra, preživjeli su kćer Olga (udana Pavliščeva, 1797. – 1868.) i sin Lav (1805. – 1852.).

### Djetinjstvo
Puškin se rodio 6. lipnja (26. svibnja) 1799. u Moskvi. U matičnoj knjizi crkve Bogojavljenja u Jelohovu (sada se na njezinom mjestu nalazi Bogojavljenska katedrala) 8. lipnja 1799., između ostalih, nalazi se ovakav zapis:
27. svibnja. Na dvoru koleškog registratora Ivana Vasiljeva Skvarcova u njegova stanara Mojora Sergija Ljvoviča Puškina rodio se sin Aleksandar. Kršten je 8. lipnja. Kum je grof Artemij Ivanovič Voroncov, kuma je majka spomenutog Sergija Puškina udovica Olga Vasiljevna Puškina
Ljetne je mjesece (1805. – 1810.) budući pjesnik obično provodio kod svoje bake po majci, Marije Aleksejevne Hanibal (1745. – 1818., rođenoj Puškin, iz drugog ogranka roda) u podmoskovskom selu Zaharovo, blizu Zvenigoroda. Rani dječji dojmovi odrazili su se u prvim poemama koje je napisao nešto kasnije (Monah, 1813.; Bova, 1814.), u licejskim stihovima Poslanica Judinu (1815.), San (1816.). Baka Marija Aleksejevna je pisala o svojem unuku:
Ne znam što će biti od mojeg starijeg unuka. Dječak je pametan i voli knjige, no loše uči, rijetko prođe lekciju kako treba; ne možeš ga potaknuti, natjerati da se igra s djecom, ali se odjednom tako razmaše i ushoda da ga ničim ne možeš umiriti; ide iz jedne krajnosti u drugu, kod njega nema sredine.

### Mladost
Puškin je proveo šest godina u Carskoselskom liceju otvorenom 19. listopada 1811. Ovdje je mladi pjesnik proživio događaje domovinskog rata 1812., te je tu bila otkrivena i visoko vrednovana njegova pjesnička nadarenost. Sjećanje na godine provedene u Liceju, na licejsko bratstvo, zauvijek je ostalo u duši pjesnika.
U licejskom razdoblju Puškin je napisao mnogo stihova. Nadahnuće je pronalazio u francuskim pjesnicima XVII. i XVIII. stoljeća, s kojima se upoznao u djetinjstvu čitajući knjige u očevoj biblioteci. Najdraži autori mladog Puškina bili su Voltaire i Évariste Désiré de Forges Parny. U njegovoj ranoj lirici spojile su se tradicije francuskog i ruskog klasicizma. Učitelji Puškina-pjesnika postali su Konstantin Batjuškov, priznati majstor "lake poezije", i Vasilij Žukovski, glava ruskog romantizma. Puškinska lirika u razdoblju od 1813. do 1815. prožeta je motivima prolaznosti života koja je nametala žudnju za užitkom radostima postojanja. Od 1816., odmah iza Žukovskog, on se okreće elegijama, u kojima razvija motive karakteristične za taj žanr: nerazdvojna ljubav, odlazak mladosti, polagano umiranje duše. Njegova je lirika još uvijek oponašateljska, puna književnih konvencionalnosti i klišeja, no ipak mladi pjesnik izabire svoj posebni put Ne ograničavajući se komornom poezijom, Puškin se okrenuo složenijim temama, društveno važnim. Uspomene u Carskom selu (1814.), koje je pohvalio Gavrila Deržavin, - početkom 1815. Puškin je čitao pjesmu u njegovoj nazočnosti, posvećenu događajima Domovinskog rata 1812. Pjesma je bila objavljena 1815. u časopisu Rossijskij muzeum, i potpisana njegovim punim imenom i prezimenom. A u puškinskoj poslanici Liciniju kritički je prikazan suvremeni život Rusije, gdje je u liku "miljenika despota" prikazan general Aleksej Arakčejev. Već je na početku svog stvaralaštva pokazivao interes za ruske pisce-satirike prošlog stoljeća. Utjecaj Fonvizina osjeća se u satiričnoj poemi Tenj Fonvizina (1815.); sa stvaralaštvom Radiščeva povezani su Bova (1814.) i Bezverije.
U srpnju 1814. Puškin se prvi put pojavio u tisku u moskovskom časopisu Vjesnik Europe. U trinaestom broju se nalazila pjesma Prijatelju stihotvorcu pod pseudonimom "Aleksandr N.k.š.p." (sastavljenom od suglasnika prezimena pjesnika, poredanih unazad).
Dok je još uvijek bio pitomac Liceja, Puškin je ušao u literarni kružok Arzamas koji je istupao protiv rutine i arhaičnosti u književnom djelu, te je aktivno sudjelovao u polemici s društvom Ljubitelji ruske riječi, koje je branilo klasicističke kanone prošloga stoljeća. Privučen stvaralaštvom najistaknutijih predstavnika novog književnog pravca, Puškin je u to vrijeme bio pod snažnim utjecajem poezije Batjuškova, Žukovskog, Davidova. Potonji je na početku imponirao Puškinu temom odvažnog ratnika, a zatim nečim što je sam pjesnik nazivao "okretanjem stiha" - naglim promjenama raspoloženja, ekspresijom, neočekivanim spajanjem likova. Kasnije je Puškin govorio da je, oponašajući u mladosti Davydova, "usvojio njegovu maniru zauvijek".

### Rano zrelo doba
Puškin je završio školovanje u liceju u lipnju 1817. s činom koleškog zapisničara (10. razreda prema tabeli rangova), te je bio postavljen na dužnost u ministarstvo vanjskih poslova Ruskog Carstva. Postao je stalni posjetitelj kazališta, sudjelovao u sjednicama Arzamasa (u koji je primljen izvanredno, još kao učenik Liceja), 1819. je postao član književno-kazališnog društva Zelena lampa, kojim je upravljala tajna dekabristička organizacija Sojuz blagodenstvija. Iako nije sudjelovao u djelovanju prvih tajnih organizacija, Puškin je prijateljevao s mnogim aktivnim članovima dekabrističkih društava, pisao političke epigrame i stihove, npr. Čaadajevu (Nas tiha slava, ljubav, nada..., 1818.), Sloboda (1818.), N.J. Pljuskovoj (1818.), Selo (1819.), koji su se širili u prijepisima. Tih je godina bio zauzet radom nad poemom Ruslan i Ljudmila, koju je bio započeo u Liceju i koja je odgovarala programatskom stavu književnog društva Arzamas o potrebi da se stvori nacionalna junačka poema. Poema je bila objavljena u svibnju 1820. (prema prijepisima je bila poznata i ranije), te je izazvala različite, ne uvijek dobronamjerne, reakcije. Već nakon progonstva Puškina započele su rasprave o poemi. Neki su kritičari bili revoltirani snižavanjem uzvišenog kanona. Miješanje rusko-francuskih načina književnog izražavanja s prostim narodskim govorom i folklornom stilistikom izazvalo je prijekore čak i zaštitnika demokratske narodnosti u književnosti. Takve je prigovore sadržavalo pismo Dmitrija Zikova, književnog sljedbenika Pavla Katenina, objavljeno u časopisu Sin domovine

### Na jugu (1820.–1824.)
U proljeće 1820. Puškina je pozvao vojni upravitelj gubernije Petrograda, grof Mihail Miloradovič radi objašnjenja svojih stihova (uključujući epigrame o Arakčejevu, arhimandritu Fotiju i samom Aleksandru I.), nespojivih sa statusom državnog činovnika. Radilo se o njegovom progonstvu u Sibir ili zatočenju u manastiru na Soloveckim otocima. Kazna je bila umanjena samo zahvaljujući nastojanjima prijatelja, prvenstveno Karamzina. Premjestili su ga iz prijestolnice na jug u kišinjevsku kancelariju generala Ivana Inzova.
Na putu do mjesta službe Aleksandar Sergejevič je obolio od upale pluća, nakon kupanja u Dnjepru. Radi oporavka obitelj Rajevski ga uzima krajem svibnja 1820. sa sobom na Kavkaz i u Krim. Putem su se zaustavili u Taganrogu, u bivšem domu gradonačelnika generala Petra Papkova.

#### Puškin u Krimu
U Feodosiju je Puškin doputovao 16. kolovoza 1820. godine. Napisao je svom bratu Lavu:
"Iz Kerča smo doputovali u Kafu, zaustavili se kod Bronevskog, čovjeka poštenog po besprijekornoj službi i po siromaštvu. Sada mu se sudi – i, poput starca Vergilija, ima vrt na obali mora, nedaleko od grada. Grožđe i bademi čine njegov dohodak. Nije pametan čovjek, no dobro poznaje Krim. Zemlji važnoj i zapuštenoj. Otuda smo se morem otputili mimo južnih obala Tauride, u Gurzuf, gdje se nalazila obitelj Rajevskog. Noću na brodu sam napisao elegiju koju ti šaljem".
 Nakon dva dana Puškin je zajedno s Rajevskim morem otputovao u Gurzuf.
Puškin je proveo u Gurzufu nekoliko ljetnih i jesenskih tjedana 1820. godine. Zajedno s Rajevskim se zaustavio u domu Armanda Emmanuela du Plessisa, vojvode od Richelieua; pjesniku je bila dana na raspolaganje mansarda s pogledom na zapad. Živeći u Gurzufu, pjesnik je puno šetao primorjem i planinama, jahao na vrh Aju-Daga i čamcem plovio do rta Suuk-Su.
U Gurzufu je Puškin nastavio rad nad poemom Kavkaski zarobljenik, napisao nekoliko lirskih stihova; neki od njih su posvećeni kćerima N. Rajevskog – Jekaterini, Jeleni i Mariji (budućoj supruzi dekabrista Sergeja Volkonskog). Ovdje se pojavila zamisao poeme Bahčisarajska česma i romana Jevgenij Onjegin. Puškin se pred kraj života prisjećao Krima: "Tamo je kolijevka mojeg Onjegina".
U rujnu 1820. na putu prema Simferopolju zaustavio se u Bahčisaraju. Iz pisma Deljvigu:
… Ušavši u dvorac, vidio sam uništenu fontanu, iz zahrđale željezne cijevi je kapala voda. Obišao sam dvorac vrlo srdit zbog nebrige u kojoj propada, i na polueuropske preinake nekih soba.
Šetajući po unutarnjim dvorištima dvorca, pjesnik je ubrao dvije ruže i položio ih u podnožja "Fontane suza", kojoj je kasnije posvetio stihove i poemu Bahčisarajska česma.
Sredinom rujna Puškin je proveo oko tjedan dana u Simferopolju, vjerojatno u domu krimskog guvernera Aleksandra Baranova, starog pjesnikovog poznanika iz Petrograda.
Svoje dojmove o Krimu Puškin je iskoristio i u opisu Putovanja Onjegina, koje se isprva nalazilo u poemi Jevgenij Onjegin kao prilog.

#### Kišinjev
Puškin tek u rujnu dolazi u Kišinjev. Novi načelnik je bio susretljiv, te mu je dozvoljavao duge izlaske i posjete prijateljima u Kamjanki (zima 1820. – 1821.), putovanja u Kijev, Moldaviju s I. Liprandijem i Odesu (kraj 1821.). U Kišinjevu Puškin postaje član masonske lože "Ovidij", o čemu sam piše u svojem dnevniku. Ako je poema Ruslan i Ljudmila bila rezultat škole najboljih ruskih pjesnika, onda ga je prva "južna poema" Kavkaski zarobljenik 1822. postavila na čelo cijele suvremene ruske književnosti, donijela zasluženu slavu prvog pjesnika, vjerno ga prativši do kraja 1820-ih. Kasnije, 1830-ih godina, dobio je epitet "Ruski Byron".
Kasnije izlazi druga "južna poema" Bahčisarajska česma (1824.). P. Vjazemski je pisao iz Moskve tim povodom:
Pojava "Bahčisarajske česme" je dostojna pažnje ne samo ljubitelja poezije, no i promatrača uspjeha naših u intelektualnoj industriji koja također, nemojte mi zamjeriti, pridonosi, kao i svaka druga, blagostanju države. Za rukopis malene poeme Puškinu je bilo isplaćeno tri tisuće rubalja; u njoj nema šesto stihova; dakle, stih (i još kakav? primijetit ćemo za burzovne procjenitelje – sitni četverostopni stih) koštao je nešto više od pet rubalja. Stih Byrona, Casimira Delavignea, Waltera Scotta donosi još veći postotak, to je istina! No sjetimo se i toga da inozemni kapitalisti zahtijevaju postotke od svih obrazovanih potrošača na zemaljskoj kugli, a naši se kapitali okreću u tijesnom i domaćem okruženju. Ipak, za stihove 'Bahčisarajske česme' je plaćeno toliko koliko još nije bilo plaćeno ni za jedne ruske stihove.
Uz to se pjesnik trudio posvetiti ruskoj davnini, skiciravši planove poema Mstislav i Vadim (potonja je zamisao preuzela dramaturški oblik), stvara satiričku poemu Gavrilijada (1821.), poemu Braća razbojnici (1822.; posebno izdanje 1827.). S vremenom je u Puškina sazrelo uvjerenje (na početku beznadno tragično) da u svijetu djeluju objektivni zakoni koje čovjek nije u stanju pokolebati, bez obzira na to koliko su odvažne i prekrasne njegove namjere. S takvim je gledištem bio započet u svibnju 1823. u Kišinjevu roman u stihovima Jevgenij Onjegin; kraj prve glave romana je pretpostavljao povijest putovanja junaka izvan granica domovine prema obrascu Byronove poeme Don Juan.
Još u srpnju 1823. godine Puškin se izborio za premještaj u Odesu u kancelariju grofa Voroncova. Upravo u to vrijeme postaje svjestan toga da je postao profesionalni književnik, što je bilo predodređeno burnim uspjehom njegovih djela kod čitatelja. Udvaranje Voroncovoj supruzi Jelizaveti, a možda i veza s njom, te nesposobnost za državnu službu, zaoštrili su njegov odnos s Mihailom Voroncovim.
Četverogodišnji boravak Puškina na jugu je nova romantičarska etapa njegovog razvoja kao pjesnika. U to se vrijeme Puškin upoznao sa stvaralaštvom Byrona i Andréa Chéniera. Očaran Byronom, prema vlastitom je priznanju pjesnik "bio lud" za njim. Prva je pjesma, napisana u progonstvu, postala elegija Ugasila se zvijezda danja..., u čijem je podnaslovu Puškin zabilježio: "Podražavanje Byrona". Glavnim pokretačem, osnovnom zadaćom njegovih djela postao je odraz emocionalnog stanja čovjeka, otkrivanje njegovog unutarnjeg života. Puškin je razrađivao umjetnički oblik stiha obraćajući se starogrčkoj poeziji, proučavajući je u prijevodima. Ponovno protumačivši slikovito razmišljanje antičkih pjesnika s romantičarskog gledišta, uzevši najbolje iz stvaralaštva svojih prethodnika, pobijedivši klišeje elegijskog stila, on je stvorio svoj vlastiti poetski jezik. Osnovno je svojstvo puškinske poezije postala njegova izražajna snaga i istovremeno neobična sažetost, lakonski izraz. Uvjetno-melankolični stil koji je oblikovao između 1818. i 1820. pod utjecajem francuskih elegija i lirike Žukovskog pretrpio je ozbiljnu preobrazbu i stopio se s novim "byronovskim" stilom. Spajanje starih, zamršenih i konvencionalnih oblika s romantičarskom izražajnošću i intenzitetom jasno su se očitovali u Kavkaskom zarobljeniku

### Mihajlovsko
Prvi je put mladi pjesnik boravio ovdje u ljeto 1817., te je, kako je sam napisao u jednoj od svojih autobiografija, bio očaran "seoskim životom, ruskom banjom, jagodama i ostalim, – no sve mi se to sviđalo kratko vrijeme"
Dvije godine kasnije, nakon teške bolesti, ponovo je ovdje proveo ljeto. U to je vrijeme napisao pjesme Selo i Domovomu.
Policija je 1824. pronašla Puškinovo pismo u kojem je pisao o oduševljenju "ateističkim učenjem". To je poslužilo kao razlog za njegov otpust iz službe 8. srpnja 1824. Poslali su ga na imanje njegove majke na kojem je proveo dvije godine (do rujna 1826.) – što je najduži Puškinov boravak u Mihajlovskom.
Ubrzo nakon dolaska u Mihajlovsko došlo je do velike svađe s ocem, koji je praktički pristao na tajni policijski nadzor nad vlastitim sinom. Krajem jeseni su svi rođaci Puškina otputovali iz Mihajlovskog.
Unatoč bojazni prijatelja, osama na selu nije bila pogubna za Puškina. Bez obzira na teškoće, prva je mihajlovska jesen bila uspješna za pjesnika, koji je puno čitao, razmišljao, radio. Puškin je često posjećivao susjedu po imanju Praskovju Osipovu u Trigorskom i služio se njezinom bibliotekom (njezin je otac, mason, suborac Nikolaja Novikova, ostavio veliku zbirku knjiga). Od mihajlovskog progonstva i do kraja života s Osipovom i članovima njezine velike obitelji povezivalo ga je prijateljstvo. U Trigorskom je 1826. upoznao romantičarskog pjesnika Jazikova, čije je stihove poznavao od 1824.
Puškin dovršava pjesme započete u Odesi: Razgovor s knjižarom, u kojoj formulira svoj profesionalni kredo, Moru - lirsko razmišljanje o sudbini čovjeka epohe Napoleona i Byrona, o okrutnoj vlasti povijesnih prilika nad pojedincem, poemu Cigani (1827.), nastavlja pisati roman u stihovima. U jesen 1824. obnavlja rad na autobiografskim zapisima, zapostavljenima na samom početku u kišinjevskom razdoblju, te razmišlja o sižeju narodne drame Boris Godunov (završena 19. studenoga 1825., objavljena 1831.), piše šaljivu poemu Grof Nulin. Ukupno je u Mihajlovskom stvorio oko sto djela.
U Trigorskom 1825. susreće nećakinju Osipove, Annu Kern (bili su se upoznali 1820. u Petrogradu u salonu obitelji Olenjin), kojoj je, kako se smatra, posvetio pjesmu Trenutka još se sjećam...
Mjesec dana nakon završetka progonstva Puškin se vratio "slobodan u napuštenu tamnicu" i proveo u Mihajlovskom oko mjesec dana. Sljedećih je godina pjesnik povremeno dolazio tuda, da se odmori od života u gradu i piše na slobodi. U Mihajlovskom je 1827. Puškin započeo roman Arapin Petra Velikog.
U Mihajlovskom se pjesnik također upoznao s biljarom, i, iako nije postao poznati igrač, prema uspomenama prijatelja, rukovao je štapom sasvim profesionalno.

### Nakon progonstva
U noći na 4. rujna 1826. u Mihajlovsko je doputovao kurir pskovskog guvernera B. Aderkasa: Puškin je u njegovoj pratnji bio dužan doći u Moskvu, gdje se u to vrijeme nalazio Nikola I., okrunjen 22. kolovoza.
Dana 8. rujna, odmah nakon dolaska, Puškin je bio poslan caru na osobnu audijenciju. Razgovor s Nikolom I. se održao u četiri oka. Pjesniku se nakon povratka jamčila osobna protekcija i oslobođenje od obične cenzure.
Upravo se tih godina u stvaralaštvu Puškina pojavljuje interes za Petra I., cara-prosvjetitelja. On postaje junak započetog romana o pjesnikovom pradjedu Ibrahimu Hanibalu i nove poeme Poltava. Unutar jednog pjesničkog djela (Poltava) pjesnik je objedinio nekoliko ozbiljnih tema: međusobnih odnosa Rusije i Europe, zajednice narodâ, sreće i drame individualca u pozadini povijesnih događaja. Prema vlastitom priznanju, privukli su ga "snažni likovi i duboka, tragična sjena nabacana na sve te užase". Objavljena 1829., poema nija naišla na razumijevanje niti kod čitatelja, niti kod kritičara. U skici članka "Vozraženija kritikam 'Poltavy'" Puškin je pisao:
Najzrelija od svih mojih pripovijesti u stihovima je ta u kojoj je sve skoro originalno (a mi se zbog toga samo i mučimo, iako to još nije ni najbitnije), – "Poltava", kojoj Žukovski, Gnedič, Deljvig, Vjazemski daju prednost pred svime što sam dosad napisao, "Poltava" nije bila uspješna.
U to se vrijeme u stvaralaštvu pjesnika nazreo novi obrat. Trezvena povijesna i društvena analiza stvarnosti sjedinjuje se s razumijevanjem složenosti svijeta koji nas okružuje i koji često izmiče racionalnom objašnjenju, što ispunjava njegovo stvaralaštvo osjećajem uzemiravajućeg predosjećaja, vodi prema velikom prodoru fantastike, rađa bolna, katkada nezdrava sjećanja, intenzivan interes za smrt.
U to je vrijeme nakon njegove poeme Poltava odnos kritike i dijela čitateljske publike postao hladniji ili kritičniji.
Godine 1827. je bila pokrenuta istraga zbog pjesme André Chénier (napisane još u Mihajlovskom 1825.), u kojoj je bio zapažen odziv na ustanak dekabrista 1825., a 1828. vladi je postala poznata kišinjevska poema Gavrilijada. Istraga je bila prekinuta po najvišoj zapovijedi nakon razgovora s Puškinom, no pjesnik je bio stavljen pod tajni policijski nadzor.
U studenome 1828. Puškin upoznaje moskovsku ljepoticu Natalju Gončarovu. Prema vlastitom priznanju, zaljubio se u nju na prvi pogled. Krajem travnja 1829. Puškin je zaprosio Gončarovu preko prijatelja Fjodora Tolstoja-Amerikanca. Neodređeni odgovor djevojčine majke (kao razlog je bila navedena Nataljina mladost) ga je, prema vlastitim riječima, "izludio". Otišao je u služiti u vojsci Paskeviča, na Kavkaz, gdje se u to vrijeme vodio rat protiv Turske. Svoje putovanje je opisao u putopisu Putovanje u Arzrum. Na zahtjev Paskeviča, koji nije htio preuzeti odgovornost za njegov život, ostavio je djelatnu vojnu službu, te je neko vrijeme živio u Tiflisu (ruski naziv za Tbilisi). Vrativši se u Moskvu, kod Gončarovih je naišao na hladan doček. Moguće je da se Nataljina majka bojala njegove reputacije slobodnog mislioca, njegovog siromaštva i strasti za igrom.

### Boldino
Puškin je osjećao želju za promjenama, te je, nakon ponovne prosidbe Natalje Gončarove 1830., koja je bila prihvaćena, ujesen otputovao u Boldino, nižnjenovgorodsko imanje svojeg oca, radi primanja u vlasništvo susjednog sela Kistenjeva, kojeg je dobio od oca kao svadbeni poklon. Zbog epidemije kolere proveo je u karanteni tri mjeseca, koja su postala njegovo najpoznatije stvaralačko razdoblje, u povijesti književnosti nazvano Boldinska jesen. Tada je nastao čitavi niz djela kao što su Pripovijesti pokojnog Ivana Petroviča Belkina (Belkinove pripovijesti), Iskustvo dramskih proučavanja (Male tragedije), posljednje glave Jevgenija Onjegina, Kućica u Kolomni, Povijest sela Gorjuhina, Bajka o popu i o njegovu pomoćniku Baldi, nekoliko skica kritičkih članaka i oko 30 pjesama.
Među boldinskim djelima, međusobno različitim po žanru i osnovnom tonu, naročito odudaraju prozni i dramski ciklus. To su dvije krajnosti kojima teže ostala djela napisana u tri jesenska mjeseca 1830.
Djela u stihovima iz tog razdoblja predstavljaju sve žanrove i obuhvaćaju široki krug tema. Jedno od njih, Moj, kritičaru tusti, tebe baš do suza... ima zajedničkog s Poviješću sela Gorjuhina i toliko je daleko od idealizacije seoske stvarnosti da je prvi put bilo objavljeno tek posmrtno, u sabranim djelima pod promijenjenim nazivom (Kapriz).
Belkinove pripovijesti su prve iz dovršenih djela puškinske proze koja su došla do nas, stvaralačka iskustva koja je često ponavljao. Godine 1821. je formulirao osnovni zakon svojeg proznog pripovijedanja: "Točnost i kratkoća - evo prvih vrlina proze. Ona treba misli i misli – bez njih prekrasni izrazi ničemu ne služe". Te pripovijesti su također svojevrsni memoari običnog čovjeka koji, ne pronalazeći ništa značajno u svojem životu, ispunjava svoje zapise prepričavanjem priča koje je čuo, koje su ga zadivile svojom neobičnošću. Pripovijesti ... su obilježile oblikovanje Puškina kao prozaika, proces koji je započeo 1827. Arapinom Petra Velikog. Ciklus je odredio daljnji pravac Puškinovog stvaralaštva, – posljednjih šest godina svojeg života se posvećivao većinom prozi i cijelom, dotad nerazvijenom, umjetničkom proznom govoru.

### Petrograd 1831. – 1833.
U to je vrijeme Puškin aktivno sudjelovao u izdavanju "Književnih novina" (koje su izlazile od 6. siječnja 1830. do 30. lipnja 1831. u Petrogradu) svojeg prijatelja A. Deljviga. Deljvig je, pripremivši prva dva broja, privremeno otputovao iz Petrograda i povjerio časopis Puškinu, koji je i postao urednik prvih trinaest brojeva. Konflikt "Književnih novina" s urednikom poluslužbenog časopisa "Severnaja pčela" Faddejem Bulgarinom, agentom tzv. trećeg odjela Osobne kancelarije Njegovog carskog veličanstva, doveo je, nakon izdavanja katrena Casimira Delavignea o žrtvama Srpanjske revolucije, do ukidanja časopisa.
U moskovskoj crkvi Velikog Uzašašća kod Nikitskih vrata 2. ožujka 1831. Puškin se vjenčao s Nataljom Gončarovom. Prilikom razmjene prstena Puškinov je pao na pod, a zatim mu se ugasila svijeća. On je problijedio i rekao: "Sve su to loši predznaci!".
Odmah nakon svadbe obitelj je kratko živjela u Moskvi na Arbatu (k. br. 53 prema suvremenoj numeraciji; danas muzej). Tamo su supružnici živjeli do sredine svibnja 1831. kada su, ne dočekavši kraj isteka najma, otputovali u prijestolnicu jer se Puškin posvadio sa svekrvom koja se miješala u njihov obiteljski život.
U ljeto je Puškin unajmio daču u Carskom selu. Ovdje piše Pismo Onjegina, čime konačno završava rad nad romanom u stihovima, koji je bio njegovim "vjernim suputnikom" tijekom osam godina života.
Novo shvaćanje stvarnosti, naznačeno u njegovu stvaralaštvu krajem 1820-ih, zahtijevalo je iscrpno proučavanje povijesti: u njoj je bilo potrebno pronaći izvore glavnih pitanja suvremenosti. Godine 1831. dobio je dopuštenje za rad u arhivima. Puškin je opet stupio u službu kao "povjesničar", dobivši carski zadatak da napiše "Povijest Petra". Jake epidemije kolere i poljski ustanak protiv ruske vlasti 1830. – 1831., koji su doveli Rusiju na rub rata s Europom, pjesniku su predstavljali prijetnju ruskoj državnosti. Jaka vlast u tim uvjetima čine mu se jamstvom spasa Rusije – tom su idejom nadahnuti njegovi stihovi Pred grobnicom svetom..., Klevetnicima Rusije, Borodinska obljetnica. Posljednje dvije pjesme, napisane povodom osvajanja Varšave, zajedno s pjesmom V. Žukovskog Staraja pesnja na novyj lad, bile su objavljenje u specijalnoj brošuri Na vzjatije Varšavy, te su izazvale višeznačne reakcije. Puškin, koji nikada nije bio neprijatelj bilo kojeg naroda, koji se družio s Adamom Mickiewiczem, ipak se nije mogao pomiriti s pretenzijama ustanika na spajanje litavskih, ukrajinskih i bjeloruskih zemalja. Njegovi su prijatelji na različite načine primili odaziv Puškina na događaje u Poljskoj: negativno Vjazemski i povjesničar Aleksandr Turgenjev. Vjazemski je zapisao 22. rujna 1831. u svom dnevniku:
Puškin im u svojim stihovima: 'Klevetnicima Rusije' pokazuje figu iz džepa. On zna da oni neće pročitati njegove stihove, znači, neće odgovarati na "pitanja" na koje bi lako odgovorio čak i sam Puškin. <…> I kakvo je to opet svetogrđe povezivati "Borodino" i "Varšavu"? Rusija će vikati protiv ovog bezakonja.
Pjotr Čaadajev je pak uputio nakon pojave pjesama njihovom autoru oduševljeno pismo, a njegovo su gledište dijelili i prognani dekabristi Uz to je F. Bulgarin, povezan s trećim odjelom, optuživao pjesnika za privrženost liberalnim idejama.
Početkom 1830-ih proza u Puškinovom stvaralaštvu počinje prevladavati nad poetičkim žanrovima. Belkinove pripovijesti (izdane 1831.) nisu imale uspjeha. Puškin zamišlja veliko epsko djelo - roman iz epohe pugačovštine s junakom-plemićem koji prelazi na stranu pobunjenika. Zamisao se na neko vrijeme zaustavlja zbog nedovoljnog poznavanje te epohe, te započinje rad nad romanom Dubrovski (1832. – 1833.). Njegov junak, osvećujući oca, kojemu su nepravedno oteli očevinu, postaje razbojnik. Plemeniti razbojnik Dubrovski je prikazan romantično, dok su ostali likovi prikazani realistično. Iako je osnovu sižea preuzeo iz suvremenog života, tijekom rada na romanu on je sve više dobivao obilježja tradicionalnog avanturističkog pripovijedanja koji se općenito ne podudara s ruskom stvarnošću. Moguće je da je, predviđajući nesavladive probleme s cenzurom u svezi s objavljivanjem romana, Puškin napustio rad nad njim, iako se bližio kraju. Zamisao o djelu s temom pugačovskog ustanka ga opet privlači, te on, vjeran povijesnoj točnosti, privremeno prekida proučavanje Petrovske epohe, istražuje tiskane izvore o Pugačovu, upoznaje se s dokumentima o gušenju ustanka Pugačova (sam "Predmet Pugačov" je bio strogo povjerljiv i nedostupan), a 1833. putuje na Volgu i Ural da bi osobno vidio mjesta tih događaja, čuo žive legende o pugačovštini. Puškin putuje kroz Nižnji Novgorod, Kazan i Simbirsk u Orenburg, a otuda na Oral, niz drevnu rijeku Jaik, preimenovanu nakon seljačkog ustanka u Ural.
Puškina su izabrali za člana Carske ruske akademije 7. siječnja 1833. istovremeno s pjesnikom i dramaturgom P. Kateninim, prozaikom i dramaturgom M. Zakoskinim, povjesničarem D. Jazikovim i protojerejem A. Malovim.
U jesen 1833. vraća se u Boldino. Sada je Boldinska jesen Puškina dvostruko kraća nego prije tri godine, no po važnosti je jednaka Boldinskoj jeseni 1830. Za mjesec i pol Puškin dovršava rad nad Pričom o Pugačovu i Pjesmama zapadnih Slavena, započinje rad nad pripovijesti Pikova dama, stvara romane Andželo i Brončani konjanik, Bajku o ribaru i ribici i Bajku o mrtvoj kneginji i o sedmorici delija, pjesmu u stancama Jesen.

### Petrograd 1833. – 1835.
U prosincu 1833. Puškin se vraća u Petrograd, osjećajući potrebu promijeniti život i udalji se od tutorstva dvora.
Uoči 1834. godine Nikola I. je dao svojem povjesničaru niži dvorski čin kamerjunkera. Prema riječima njegovih prijatelja, on se razbjesnio zbog toga što se taj čin obično davao mladim ljudima. 1. siječnja 1834. Puškin zapisuje u svoj dnevnik:
Trećeg dana mi je dan čin kamerjunkera (što doista ne dolikuje mojim godinama). Na dvoru su htjeli da N.N. (Natalja Nikolajevna) pleše u Aničkovu.
Tada je pak bilo zabranjeno izdavanje Brončanog konjanika. Početkom 1834. Puškin je napisao drugu pripovijest u prozi - Pikovu damu, te ju je izložio u časopisu "Biblioteka dlja čtenija" koji je platio Puškinu brzo i u većem paušalu. Pripovijest je bila započeta u Boldinu, te je bila namijenjena, po svoj prilici, zajedničkom almanahu "Trojčatka" (Puškina, V.F. Odojevskog i N.V. Gogolja).
Dana 25. srpnja 1834. Puškin daje ostavku s molbom da zadrži pravo rada u arhivima, koje mu je bilo potrebno za Povijest Petra. Kao motiv su bili navedeni obiteljski razlozi i nemogućnost da stalno boravi u prijestolnici. Molba nije bila prihvaćena te je na taj način Puškin ostao bez mogućnosti da nastavi rad. Poslušavši savjet Žukovskog, Puškin je opozvao molbu. Kasnije je Puškin zamolio za dopust u trajanju od 3-4 godine: u ljeto 1835. napisao je svekrvi da planira s cijelom obitelji otputovati na selo na nekoliko godina. Međutim, molba mu je bila odbijena, a umjesto toga mu je Nikola I. predložio polugodišnji dopust i 10 000 rubalja, kako je bilo rečeno – "kao ispomoć". Puškin ih nije prihvatio te je zamolio za 30 000 rubalja pod uvjetom da ih naplate iz njegove plaće, čime mu je bio dan dopust u trajanju od četiri mjeseca. Na taj je način Puškin bio nekoliko godina unaprijed vezan za službu u Petrogradu. Taj iznos nije pokrivao ni polovicu Puškinovih dugova, s prestankom isplate plaće mogao se samo pouzdati u prihode od književnog rada, koji su pak ovisili o potražnji čitatelja. Krajem 1834. - početkom 1835. izašlo je nekoliko sabranih izdanja djela Puškina: puni tekst Jevgenija Onjegina (u razdoblju od 1825. do 1832. roman je izlazio u dijelovima), zbirke pjesama, pripovijesti, poema, međutim, sve se razilazilo s trudom. Kritika je već otvoreno govorila o opadanju njegova talenta, o kraju njegove epohe u ruskoj književnosti. Dvije su jeseni - 1834. godina (u Boldinu) i 1835. godina (u Mihajlovskom) bile manje plodonosne. Treći je put pjesnik došao u Boldino ujesen 1834. zbog problema na imanju, te je tamo proveo mjesec dana, napisavši samo Bajku o zlatnom pjetliću. U Mihajlovskom je Puškin nastavio raditi nad Scenama iz viteških vremena, Egipatskim noćima i napisao pjesmu Ja posjetih opet..
Široj je publici, kojoj je bilo žao zbog opadanja njegova talenta, bilo nepoznato da njegova najbolja djela nisu bila puštena u tisak, da je tih godina trajao stalan intenzivan rad nad velikim zamislima: Poviješću Petra, romanom o pugačovštini. U stvaralaštvu pjesnika su se nazrele radikalne promjene. Puškin-liričar tih godina postaje prvenstveno "pjesnikom za sebe". Uporno eksperimentira s proznim žanrovima koji ga u potpunosti ne zadovoljavaju, ostaju u zamislima, skicama, obrisima, traži nove oblike književnosti.

### "Suvremenik"
Prema riječima S.A. Sobolevskog:
Misao o velikom periodičnom izdanju koje bi se ticalo, vjerojatno, svih glavnih strana ruskog života, težnja da posredno služi domovini svojim perom, okupirali su Puškina gotovo neprekidno posljednjih deset godina njegove kratkotrajne karijere... Prilike su mu smetale, te je tek 1836. uspio isposlovati pravo na izdavanje "Suvremenika", no u opsegu vrlo ograničenom i skučenom.
Od ukidanja Književnih novina borio se za pravo na vlastito periodično izdanje. Nije uspio ostvariti zamisli novina (Dnevnik), različitih almanaha i zbornika, časopisa Severnyj zritelj, kojeg je trebao uređivati V. F. Odojevski. Odojevski i Puškin su imali namjeru od 1835. izdavati Sovremennyj letopisec politiki, nauk i literatury. Godine 1836. je dobio jednogodišnju dozvolu za izdavanje almanaha. Puškin se također nadao prihodu koji bi mu pomogao da isplati najhitnije dugove. Časopis osnovan 1836. godine dobio je naziv Suvremenik. U njemu su bila objavljivana djela samog Puškina, a također N.V. Gogolja, Aleksandra Turgenjeva, V. Žukovskog, P. Vjazemskog.
Ipak, časopis nije imao uspjeha kod čitatelja: na novi tip ozbiljnog periodičnog izdanja, posvećenog aktualnim problemima, o kojima se prema potrebi govorilo u aluzijama, ruska se publika tek trebala naviknuti. Časopis je imao svega 600 pretplatnika čime je donio gubitke svom izdavaču jer nije pokrivao ni troškove tiskanja ni honorare suradnika. Dva zadnja toma Suvremenika Puškin je više od pola ispunio vlastitim djelima, uglavnom anonimno. U četvrtom tomu časopisa objavljen je, konačno, roman Kapetanova kći. Puškin je mogao izdati roman kao posebnu knjigu, čime bi mu donio potrebnu zaradu. Međutim, ipak je odlučio izdati Kapetanovu kćer u časopisu te nije mogao računati na istovremeno objavljivanje posebne knjige jer je u to vrijeme to bilo nemoguće. Roman je vjerojatno bio izdan u časopisu pod utjecajem Krajevskog i izdavača časopisa koji su se bojali njegovog neuspjeha. Čitatelji su blagonaklono dočekali Kapetanovu kćer, no Puškin nije dočekao odazive oduševljenih kritičara na svoj zadnji roman. Bez obzira na financijski neuspjeh, Puškin se do zadnjeg dana bavio izdavaštvom, "nadajuće se da će, unatoč sudbini, naći i odgojiti svojeg čitatelja".

### Razdoblje 1836. – 1837.
U proljeće 1836. godine nakon teške bolesti preminula je Nadežda Osipovna. Puškin je, zbliživši se s majkom posljednjih dana njezina života, teško podnosio taj gubitak. Stjecajem okolnosti on je jedini iz cijele obitelji pratio njezino tijelo do mjesta ukopa u Svetim gorama. To je bio njegov zadnji posjet Mihajlovskom. Početkom svibnja je zbog izdavanja i rada u arhivima doputovao u Moskvu. Nadao se suradnji između Suvremenika i autora časopisa Moskovskij nabljudatelj. Međutim, Jevgenij Baratinski, Mihail Pogodin, Aleksej Homjakov, Stepan Ševyrjov se nisu žurili s odgovorom, neizravno ga odbijajući. Uz to se Puškin nadao suradnji s Bjelinskim, koji je bio u konfliktu s Pogodinim. Posjetivši arhive ministarstva vanjskih poslova, uvjerio se da će rad s dokumentima iz petrovskog razdoblja trajati nekoliko mjeseci. Na zahtjev supruge, koja je bila u visokom stupnju trudnoće, Puškin se krajem svibnja vratio u Peterburg.
Prema sjećanjima francuskog izdavača i diplomata François-Adolphea Loève-Veimarsa, koji je u ljeto 1836. boravio kao gost kod pjesnika, Puškin je bio oduševljen Poviješću Petra, podijelio je s gostom rezultate istraživanja arhiva i izrazio bojazan da čitatelji neće prihvatiti knjigu u kojoj će car biti prikazan "takvim kakav je bio prvih godina svoje vladavine, kada je gnjevno žrtvovao sve zbog svog cilja". Saznavši da Loève-Veimarsa zanimaju ruske narodne pjesme, Puškin je za njega preveo jedanaest pjesama na francuski jezik. Prema mišljenju stručnjaka koji su ih proučavali, prijevod je bio napravljen besprijekorno.
U ljeto 1836. Puškin stvara svoj zadnji pjesnički ciklus koji naziva prema mjestu nastanka – Kamennoostrovski ciklus (prema dači na petrogradskom Kamenom otoku). Točan sastav ciklusa pjesama je nepoznat. Moguće je da su bile namijenjene objavljivanju u Suvremeniku, no Puškin je odustao od toga, predviđajući probleme s cenzurom. Tri djela koja nesumnjivo pripadaju ovom ciklusu povezana su temama iz Evanđelja. Opći siže pjesama Oci pustinjaci i neporočne žene, Kak s dreva sorvals'a i Mirskaja vlast' je Veliki tjedan korizme Još je jedna pjesma iz ciklusa - Iz Pindemonti lišena kršćanske simbolike, međutim, nastavlja razmišljanja pjesnika o dužnostima čovjeka koji živi na svijetu sa sobom i onima koji ga okružuju, o izdaji, o pravu na fizičku i duhovnu slobodu. Po mišljenju Vadima Starka:
U ovoj pjesmi formuliran je idealni pjesnički i ljudski kredo Puškina, izmučen cijelim životom."
U ciklus su, vjerojatno, ulazili Kogda za gorodom zadumčiv ja brožu, katren Naprasno ja begu k Sionskim vorotam i, naposljetku, (nekim istraživačima se osporava ta pretpostavka) Spomenik nerukotvorni podigoh sebi... – kao uvod ili, prema drugim verzijama, finale, – pjesnički zavještaj Puškina.

### Smrt
Beskonačni pregovori sa svȃkom o raspodjeli imanja nakon majčine smrti, brige o izdavaštvu, dugovi i, najvažnije, javno udvaranje gardista carske konjičke garde Georgesa d'Anthèsa njegovoj supruzi, koje je izazvalo ogovaranje u društvu, bili su uzrok pjesnikove potištenosti u jesen 1836. Dana 3. prosinca je njegovim prijateljima (Vjazemskima, Karamzinima, Jelizaveti Hitrovoj, Vladimiru Sollogubu, Rossetijima, Mihailu Vijeljgorskom i, po svoj prilici, N. Skalon) bila poslana anonimna paskvila s uvredljivim aluzijama upućenima Natalji Nikolajevnoj. Puškin je, doznavši o pismima sljedeći dan, bio uvjeren da su ona djelo d'Anthèsa i njegova očuha Luisa Heeckerena. Navečer 4. prosinca Puškin je izazvao d'Anthèsa na dvoboj. Heeckeren je (nakon dvaju susreta s Puškinom) dobio odgodu dvoboja na dva tjedna. Naporima prijatelja i, prvenstveno, Žukovskog i tetke Natalje Nikolajevne, Jekaterine Zagrjažske, uspjelo im je spriječiti dvoboj. 17. prosinca d'Anthès je zaprosio sestru Natalje Nikolajevne Jekaterinu Gončarovu. Isti je dan Puškin poslao svojem sekundantu Vladimiru Sollogubu pismo u kojem odustaje od dvoboja. No brak nije riješio konflikt. D'Anthès je Natalju Nikolajevnu, susrevši se javno s njom, progonio. Širile su se glasine o tome da se d'Anthès oženio Nataljinom sestrom da spasi njezin ugled. Prema svjedočanstvu Konstantina Danzasa, Natalja je predlagala Puškinu da na neko vrijeme napusti Petrograd, no on je, "izgubivši strpljenje, odlučio postupiti drugačije". Puškin je poslao 26. siječnja 1837. Luisu Heeckerenu "krajnje uvredljivo pismo". Jedini je odgovor na njega mogao biti izazov na dvoboj, a Puškin je to znao. Dobio je službeni poziv na dvoboj od Heeckerena, kojeg je odobrio d'Anthès isti dan preko atašea francuskog veleposlanstva vikonta Adolphea de Saint-Simona d'Archiaca. Budući da je Heeckeren bio veleposlanik strane države, nije mogao izaći na dvoboj jer bi to značio siguran kraj njegove karijere.
Dvoboj s d'Anthèsom se održao 27. siječnja na Crnoj rečke. Puškin je bio ranjen: metak mu je probio kuk i prodro u trbuh. U to je vrijeme takva vrsta ranjavanja bila smrtonosna. Puškin je za to doznao od dvorskog liječnika Nikolaja Arendta koji, popuštajući njegovim molbama, nije skrivao istinu.
Prije smrti je Puškin, dovodeći u red svoje poslove, razmjenjivao poruke s carem Nikolom I.
Poruke su prenosila dva čovjeka: Vasilij Žukovski (pjesnik, u to vrijeme odgojitelj nasljednika prijestolja, budućeg cara Aleksandra II.) i Nikolaj Arendt (dvorski liječnik cara Nikole I., i Puškinov liječnik).
Pjesnik je molio za oprost zbog narušavanja carske zabrane dvoboja... čekam carsku riječ da umrem spokojno...
Car:
Ako nam Bog ne zapovijeda da se više viđamo na ovome svijetu, šaljem ti svoj oprost i zadnji savjet da umreš kao kršćanin. O ženi i djeci se ne brini, ja ću ih imati na brizi.
(Smatra se da je ovu poruku predao Žukovski).
Nikola I. je vidio u Puškinu opasnog "vođu slobodnih mislioca" (bili su ograničeni narodni govori u znak sjećanja na pjesnika), te je kasnije uvjeravao da je on "s teškom mukom doveo Puškina do kršćanske smrti", što nije odgovaralo stvarnosti: još prije primitka careve poruke Puškin je, doznavši od liječnikâ da je njegova rana smrtonosna, poslao po svećenika da se pričesti. 29. siječnja (10. veljače) u 14 sati i 45 minuta Puškin je umro od peritonitisa.
Nikola I. je ispunio dana obećanja: platio je njegove dugove, imanje Puškinova oca pod hipotekom očistio od dugova, udovici dodijelio mirovinu, a kćeri davao primanja do udaje, sinove je školovao za paževe i davao 1500 rubalja za njihovo obrazovanje do stupanja u službu, Puškinova djela izdao o državnom trošku u korist udovice i djece, te im jednokratno isplatio 10000 rubalja.
Poštujući Puškinovu želju, pokopali su ga u fraku, a ne u kamerjunkerskom mundiru. Opijelo, određeno u Isaakijevskoj katedrali, služeno je u Konjušennoj crkvi. Ceremoniji je nazočilo puno ljudi, a u crkvu su ulazili s pozivnicom. 
Bilo je, po običaju, i apsurdnih odluka. Narod su prevarili: rekli su da će služiti opijelo u Isaakijevskoj katedrali, – tako je pisalo na pozivnicama, – međutim, tijelo su iz stana iznijeli noću, potajno, te je ono položeno u Konjušennoj crkvi. Sveučilište je primilo uputu da profesori ne napuštaju svoje katedre i da studenti budu prisutni na predavanjima. Nisam se suzdržao, te sam izrazio načelniku svoj očaj povodom toga. Rusi ne mogu oplakivati svojeg sugrađanina koji im je iskazao čast svojim postojanjem! (Iz dnevnika Aleksandra Nikitenka).
Poslije su kovčeg spustili u podrum, gdje se nalazio do 3. siječnja, do otpremanja u Pskov. Tijelo je pratio Aleksandar Turgenjev. U pismu gubernatoru Pskova, A. Peščurovu, A. Mordvinov je po nalogu A. Benkendorfa i cara ukazivao na potrebu da se zabrani "svaka osobna izjava, svaki susret, jednom riječju svaka ceremonija, osim onoga što se prema našem crkvenom obredu vrši pri pokopu tijela plemića". Aleksandar Puškin je pokopan na teritoriju Svjatogorskog manastira Pskovske gubernije. U kolovozu 1841., prema odluci N.N. Puškine, na grobu je bio postavljen nadgrobni spomenik, rad kipara Aleksandra Permagorova (1786. – 1854.)

### Puškinovi potomci
Od četvero Puškinove djece samo je dvoje ostavilo potomstvo – Aleksandar i Natalja. Potomci pjesnika danas žive po cijelom svijetu: u SAD-u, Engleskoj, Njemačkoj, Belgiji. Oko pedeset potomaka živi u Rusiji, uključujući liječnicu Tatjanu Ivanovnu Lukaš, čija je prabaka (Puškinova unuka) bila udana za unuka brata Gogolja. Danas Tatjana živi u Klinu.

## Stvaralaštvo

### Književni ugled i kulturna uloga Puškina
Aleksandar Puškin ima ugled velikog ili izvanrednog ruskog pjesnika, prema enciklopediji Krugosvet, Ruskom biografskom rječniku i Književnoj enciklopediji. U filologiji se Puškina smatra tvorcem suvremenog ruskog književnog jezika (v. radove Viktora Vinogradova), a Kratka književna enciklopedija (autor članka Sergej Averincev) govori o šabloniziranosti njegovih djela, slično djelima Dantea u Italiji ili Goethea u Njemačkoj. D. Lihačov je pisao o Puškinu kao o "našem najvećem nacionalnom dobru".
Još za života Puškina su počeli zvati genijem, također i u tisku. Od druge polovice 1820-ih počeli su ga smatrati "prvim ruskim pjesnikom" (ne samo među suvremenicima, nego i među svim ruskim pjesnicima), a među njegovim čitateljima stvoren je pravi kult ličnosti. S druge strane, 1830-ih, nakon poeme Poltava, dio čitateljske publike je postao ravnodušan prema Puškinu.
U članku "Nekoliko riječi o Puškinu" (1830-e) N. Gogolj je pisao da je "Puškin osobita pojava te, možda, jedinstvena pojava ruskog duha: to je ruski čovjek u svojem razvitku kakav će se, vjerojatno, pojaviti za dvjesto godina". Kritičar i filozof-zapadnjak V. Bjelinski nazvao ga je "prvim pjesnikom-umjetnikom Rusije". F. Dostojevski je opazio da je "u Onjeginu, u toj besmrtnoj i nedostižnoj poemi, Puškin veliki narodni pisac, kakvog do njegove pojave nije bilo" i govorio o "svjetskosti i humanosti njegovog genija". Najopsežniju je karakteristiku predložio A. Grigorjev (1859.): "A Puškin je – naše sve."

### Puškinistika
Shvaćanje Puškina u ruskoj kulturi može se podijeliti na dva pravca – umjetničko-filozofsko, esejističko, čiji su utemeljitelji bili N. Gogolj i Apollon Grigorjev (uz mnoge ruske pisce, uključujući Dostojevskog, Marinu Cvetajevu i Aleksandra Solženjicina, te filozofe), i znanstveno povijesno-biografsko, koje su utemeljili Pavel Annenkov i Pjotr Bartenjev. Procvat znanstvene puškinistike u Rusiji početka 20. stoljeća povezan je s osnivanjem Puškinskog doma 1905., Puškinske škole 1908., pojavom serijskih publikacija o Puškinu. U sovjetsko doba, u ograničenim uvjetima proučavanja ideologije Puškina, snažno se razvila puškinska tekstologija i istraživanja njegovog stila. Niz važnih dostignuća je povezan s puškinistikom u inozemstvu (Poljska, Francuska, SAD i dr.), uključujući i rusko iseljeništvo.

### Negiranje Puškinova stvaralaštva i kritika njegovog kulta
Publicist-"šezdesetaš" i književni kritičar Dmitrij Pisarev negirao je značenje Puškinovog stvaralaštva za suvremenost: "Puškin se služi svojom umjetničkom virtuoznošću kao sredstvom da posveti sve ruske čitatelje u tužne tajne svoje unutarnje pustoši, duhovnog siromaštva i umne nemoći". Iza tog su gledišta stajali i mnogi nihilisti 1860-ih, npr. Maksim Antonovič i Varfolomej Zajcev.
Vladimir Majakovski, David Burljuk, Velimir Hljebnikov, Aleksej Kručonih, Benedikt Livšic pozivali su na "odbacivanje Puškina [zajedno s nizom drugih klasika] s parobroda suvremenosti" u manifestu futurista 1912. Ćuška društvenom ukusu. Dalje u manifestu piše: "Tko ne zaboravi svoju prvu ljubav neće upoznati posljednju." (parafraza riječi Tjutčeva povodom Puškinove smrti: "Tebe, kao prvu ljubav, srce Rusije neće zaboraviti").
Prema mišljenju niza istraživača, od 1937. u Sovjetskom Savezu službena je ideologija uvodila "kult Puškina"; "kult Puškina postaje dijelom kulta Staljina". Postoji također mišljenje da se "čisto komunistički kult Puškina izvodi po istom modelu kao i kult ličnosti Lenjina i Staljina".

### Djela
- Ruslan i Ljudmila (1817. – 1820.)
- Kavkaski zarobljenik (1820. – 1821.)
- Gavrilijada (1821.)
- Boris Godunov (1825.)
- Arapin Petra Velikog (1827.)
- U rudnicima sibirskim... (1827.)
- Tu ne pjevaj, ljepotice... (1828.)
- Belkinove pripovijesti (1829.)
- Rusalka (1829. – 1832.)
- Dubrovski (1830.)
- Bajka o caru Saltanu (1831.)
- Jevgenij Onjegin (1833.)
- Bajka o ribaru i ribici (1833.)
- Bajka o mrtvoj kneginji i o sedmorici delija (1833.)
- Pikova dama (1834.)
- Bajka o zlatnom pjetliću (1834.)
- Ja posjetih opet... (1836.)
- Spomenik nerukotvorni podigoh sebi... (1836.)

### Sabrana djela
Prvo izdanje sabranih djela Puškina koje je objavljeno posmrtno (1838.) u osam tomova izašlo je u korist nasljednika, a sadržavalo je samo djela koja su bila objavljena za njegova života. Izdanje se tiskalo "pod posebnim nadzorom ministra Narodne Prosvjete" u čijoj je nadležnosti bila cenzura. Prema reakciji Sergeja Sobolevskog ono je bilo "ružno zahvaljujući Narkizu Atreškovom (jednom od staratelja Puškinove djece). Bile su dopuštene mnogobrojne tiskarske pogreške, korekture, propusti, iskrivljavanja tekstova Puškina, izdanje nije bilo potpuno kako je bilo najavljeno. Godine 1841. izašla su tri dodatna toma (9-11). Početkom 1846. ta su sabrana djela praktički bila rasprodana.
Nova sabrana djela bila su zamišljena samo kao ponavljanje izdanja iz 1838. – 1841. Međutim, ti se planovi nisu ostvarili. Zimi 1849. – 1850. udovica pjesnika, koja se dotad već udala za general pukovnika Petra Lanskog, obratila se za savjet povodom novog izdanja Pavlu Annenkovom. Annenkov se, dobivši na raspolaganje sve Puškinove rukopise koje je posjedovala, u početku nije mogao odlučiti da se primi tako ozbiljnog posla. Nagovorili su ga njegova braća Ivan (krilni pobočnik Nikolaja I., autor Povijesti tjelesne garde Konjice od 1731. do 1848. godine i kolega P. Lanskog) i Fjodor, koji su se upoznali s rukopisima. 21. svibnja 1851. Lanska je po dogovoru predala Ivanu Annenkovom prava na izdavanje. Braća P. Annenkova su inzistirala na tome da uzme stvar u svoje ruke. P. Annenkov je također odlučio napisati biografiju pjesnika. Nikolaj Dobroljubov se tako osvrnuo na pojavu sabranih djela Puškina 1855. – 1857.: "Rusi su <…> davno već žarko željeli novo izdanje njegovih djela, dostojno njegove uspomene, te su dočekali poduhvat Annenkova s ushićenjem i zahvalnošću". Bez obzira na probleme s cenzurom, Annenkov je napravio prva kritički pripremljena sabrana djela Puškina. Annenkovljevo izdanje s dopunama i promjenama dvaput je ponovio ruski bibliograf Grigorij Gennadi (1859. – 1860., 1869. – 1871.).
Nakon 1887. godine, kada je istekao rok važenja prava na djela Puškina za njegove nasljednike, pojavila su se razna dostupna izdanja koja nisu imala, međutim, važnijeg znanstvenog značaja. Najpotpunija sabrana djela početka 20. stoljeća postala su ona iz 1903. – 1906., urednika Pjotra Morozova.
Pojava sabranih djela Puškina u 16 tomova bila je usklađena s obilježavanjem stogodišnjice (1937.) smrti pjesnika, međutim, iz objektivnih se razloga rad nad njima rastegnuo na više godina. To je izdanje objedinilo trud svih znanstvenika-puškinista tog vremena. Sabrana djela u 16 tomova do danas ostaju najpotpuniji zbornik Puškinovih djela, a u znanstvenoj je literaturi prilikom citiranja puškinskih tekstova uobičajeno pozivati se upravo na njega. U tekstološkim istraživanjima sabrana djela su postala putokaz za druga akademska izdanja ruskih pisaca. Ipak, u njih nisu ušli tomovi s crtežima Puškina i tekstovima iz zbornika Rukoju Puškina. Zbog cenzure nije bila objavljena balada Barkovljeva sjena. Detaljni komentari puškinskih tekstova, koji su prema mišljenju vlasti zadržavale izdavanje, bili su izostavljeni, što se smatra jednim od glavnih nedostataka šesnaesterotomnog izdanja.

### Korespondencija
Godine 1926. i 1928. izašla su dva toma izdanja pisama Puškina (1815. – 1830.) koje je sastavio B. Modzalevski. Treći tom (1935., pisma 1831. – 1833.) već je nakon smrti Modzalevskog priredio za tisak njegov sin Lav. Vrijednost je tomova u tome što je očuvana Puškinova ortografija i punktuacija. Opširan komentar pisama predstavlja punovrijednu enciklopediju života i stvaralaštva Puškina i puškinske epohe općenito. Nedostaci se odnose na izostavljanje pisama koja sadrže vulgarizme i psovke. U izdanju iz 1969. A.S. Puškin. Pis'ma poslednih let (ur. N. Izmajlov) autorska ortografija i punktuacija nije sačuvana. Do danas je jedinstveno izdanje pisama Puškina, koje nema skraćivanja, Perepiska u tri toma urednika V. Saitova (Carska akademija znanosti, 1906. – 1911.). Perepiska je objavljena u malo primjeraka, te se dijelila samo članovima akademije.

## Puškin u kulturi

### Puškinova djela u drugim vrstama umjetnosti

#### Komorna glazba
Na stihove Puškina glazbu su napisali mnogi kompozitori.
- Anatolij Aleksandrov (romanse).
- Aleksandr Aljabjev, autor romansi na stihove pjesama: Ja ljubljah vas. Ta ljubav možda cvjeta..., Uvy, začem ona blistajet, Čerkesskaja pesnja, Zimski put, i dr.
- Aleksandr Dargomyžskij (romanse).
- César Cui (romanse).
- Pjotr Podkovyrov (romanse).
- Georgij Sviridov, autor 6 romansi (1935.); glazbene ilustracije za ekranizaciju pripovijesti Mećava (1964.), u koje ulazi ciklus pjesama na riječi Puškina; oratorij Dekabristi na riječi Puškina i pjesnika-dekabrista (1954. – 1955., nedovršen).
- Isaak Švarc, dvije romanse za film Upravitelj poštanske stanice (1972.).

#### Ekranizacije
- 1909./1910. - Bahčisarajska česma
- 1910. - Pikova dama
- 1911. - Jevgenij Onjegin
- 1913. - Kućica u Kolomni
- 1916. - Pikova dama
- 1918. - Upravitelj poštanske stanice
- 1930. - Bajka o popu i njegovom radniku Baldi (animirani film, nedovršen), redatelj Mihail Cehanovskij
- 1936. - Dubrovski
- 1943. - Bajka o caru Saltanu (animirani film)
- 1950. - Bajka o ribaru i ribici (animirani film)
- 1951. - Bajka o mrtvoj kneginji i sedam delija (animirani film)
- 1953. - Aleko
- 1954. - Boris Godunov
- 1958. - Jevgenij Onjegin
- 1959. - Kapetanova kći
- 1965. - Mećava[64]
- 1966. - Bajka o caru Saltanu
- 1966. - Hitac[65]
- 1972. - Ruslan i Ljudmila
- 1972. - Upravitelj poštanske stanice
- 1973. - Bajka o popu i njegovom radniku Baldi (animirani film), redateljica Inessa Kovalevskaja.
- 1979. - Bal
- 1979. - Male tragedije
- 1979. - Jesenska zvona
- 1982. - Pikova dama
- 1984. - Bajka o caru Saltanu
- 1986. - Boris Godunov
- 1989. - Boris Godunov
- 1989. - Plemeniti razbojnik Vladimir Dubrovskij
- 1995. - Gospođica seljanka
- 1999. - Ruska buna
- 1999. / 2000. - Onjegin
- 2011. - Boris Godunov

Filmovi-predstave
- 1999.  - Andželo

#### Glazbeno kazalište
- 1821. - Ruslan i Ljudmila, ili Nizverženije Černomora, zlogo volšebnika (balet), kompozitor F.J. Šoljc. Postavka: Teatr na Mohovoj, Moskva.
- 1823. - Kavkazskij plennik, ili Tenj nevesty (balet), kompozitor K. Kavos.[66]
- 1825.  - "Finn". Bajkovita komedija u stihovima u tri dijela s prologom A.A. Šahovskog, prema poemi Ruslan i Ljudmila (postavka 23. travnja 1825. u Boljšom Agrafene i Aleksandra Saburova).[67]
- 1831. - Čornaja šalj ili Nakazannaja nevernost (balet u jednom činu na glazbu različitih kompozitora (prema Puškinovoj pjesmi Crna koprena).[66] Scenarist, koreograf, autor glazbene obrade A.P. Gluškovskij. Postavka: 11. prosinca 1831. u Boljšom, scenograf I. Braun, dirigent D.P. Karasjov; izvođači: Muruz - N.A. Peškov, Olimpija - T.I. Gluškovskaja, Aspazija - Fèlicitè Hullin Sor, Zeida - J.I. Lobanova, Vahan - Jean Richard.[68]
- 1842. - Ruslan i Ljudmila (opera), kompozitor Mihail Glinka.
- 1850. - Pikova dama (fr. La Dame de Pique, opera prema motivima pripovijesti), kompozitor Jacques-François Fromental Élie Halévy.
- 1856. - Rusalka, kompozitor Aleksandr Dargomyžskij.
- 1858. - Kavkaski zarobljenik (opera), kompozitor César Cui.
- 1867. - Zlatna ribica (balet), kompozitor Ljudvig Minkus.[66]
- 1868. - Kameniti gost (opera), kompozitor Aleksandr Dargomyžskij.
- 1869. - Boris Godunov, kompozitor M. Musorgski.
- 1878. - Jevgenij Onjegin, kompozitor P. Čajkovski.
- 1883. - Mazepa (opera), kompozitor P. Čajkovski.
- 1891. - Pikova dama (opera), kompozitor P. Čajkovski.
- 1892. - Aleko, kompozitor Sergej Rahmanjinov.
- 1896. - Dubrovski (opera), kompozitor Eduard Napravnik.
- 1897. - Mozart i Salieri (opera), kompozitor Nikolaj Rimski-Korsakov.
- 1900. - Egipatske noći (balet), kompozitor Anton Arenski.[66]
- 1900. - Bajka o caru Saltanu (opera), kompozitor N. Rimski-Korsakov.
- 1900. -  Pir za vrijeme kuge (opera), kompozitor C. Cui.
- 1903. - Škrti vitez (opera), kompozitor S. Rahmanjinov.
- 1908. - Zlatni pjetlić (opera), kompozitor N. Rimski-Korsakov.[69]
- 1909. - Kapetanova kći, (opera), kompozitor C. Cui.
- 1922. - Mavra (opera), komična opera u jednom činu, libreto B. Kohna prema poemi Kućica u Kolomni. Kompozitor Igor Stravinski.
- 1934. - Bahčisarajska česma (balet), kompozitor Boris Asafjev.
- 1937. - Zlatni pjetlić (balet na glazbu opere), kompozitor N. Rimski-Korsakov.[66]
- 1937. - Mordkin Ballet iz New Yorka - balet na svitu N. Čerepnina Zlatna ribica, koreograf Mihail Mordkin.
- 1938. - Kavkaski zarobljenik (balet), kompozitor B. Asafjev.
- 1940. - Bajka o popu (balet), kompozitor Mihail Čulaki.[66]
- 1940. - Grof Nulin (balet), kompozitor B. Asafjev.
- 1943. - Grobar (balet), kompozitor B. Asafjev.[66]
- 1946. - Kameniti gost (balet), kompozitor B. Asafjev.
- 1946. - Gospođica seljanka (balet, kompozitor B. Asafjev.
- 1949. – Brončani konjanik (balet), kompozitor R. Glier.
- 1949. - Bajka o mrtvoj kneginji i sedam delija (balet), kompozitor A. Ljadov.[66]
- 1971. - Škrti barun (opera), kompozitor Jacopo Napoli.
- 1982. - Pir za vrijeme kuge (opera), kompozitor A. Nikolajev.
- 1983. - Grof Nulin (opera), kompozitor A. Nikolajev.
- 1984. - Dubrovski (opera), kompozitor V. Kikta.
- 1997. - Car Nikita i njegovih četrdeset kćeri (komorna opera), kompozitor Aleksandar Čajkovski.

### Puškinov lik i utjecaj na stvaralaštvo drugih autora

#### Književnost
A.S. Puškin pojavio se kao lik u mnogobrojnim umjetničkim djelima, od kojih neka više-manje točno prikazuju njegov život (npr. roman Puškin J. Tinjanova).
Mihail Ljermontov napisao je povodom Puškinove smrti pjesmu Pjesnikova smrt, a azerbajdžanski pisac Mirza Ahundov Vostočnaja poema na smert' Puškina. Osobnom opažaju lika i stvaralaštva Puškina posvećen je ogled Marine Cvetajeve Moj Puškin.
Groteskno shvaćanje lika Puškina prikazano je u djelima Daniila Harmsa. Pisci postmoderne se često pozivaju na stvaralaštvo Puškina, npr. pjesnici Josif Brodski i Timur Kibirov.
Tragičnoj pjesnikovoj sudbini je posvećena drama Mihaila Bulgakova Aleksandar Puškin.

#### Kinematografija
O životu Puškina snimljen je niz filmova:
- 1910. - Žizn' i smert' Puškina;
- 1927. - Poet i car;
- 1937. - Junost' poeta;
- 1950. - Aleksandr Puškin;
- 1981. - I s vami snova ja;
- 1986. - Poslednjaja doroga;
- 1989. - Portrety: Venčaet vremja sled... (znanstveno-popularni film Galine Ivanove);
- 1991. - Drevo žiznji (dokumentarni film Sergeja Jerofejeva);
- 1999. - Živoj Puškin (dokumentarni film u pet epizoda Leonida Parfjonova);
- 2002. - Aleksandr Puškin;
- 2006. - Puškin. Poslednjaja duel;
- 2007. - 18-14;
- 2008. - Son v ijuljskuju noč (dokumentarni film Borisa Konuhova);
- 2009. - Vesjoloje imja Puškin (dokumentarni film Jevgenija Potijevskog).

Originalnu je interpretaciju prema crtežima i tekstovima pjesnika dao režiser-animator Andrej Hržanovskij koji je u suradnji s kompozitorom Alfredom Šnitkeom snimio animiranu trilogiju:
- 1977. - Ja k Vam leču vospominanjem...;
- 1980. - I s vami snova ja...;
- 1982. - Osenj.

U kinematografiji su u različitim razdobljima lik pjesnika utjelovili glumci:
- Jevgenij Červjakov (Poet i car, 1927.);
- Valentin Litovskij (Junost' poeta, 1937.);
- Pjotr Alejnikov (Glinka, 1946.);
- Sergej Šakurov (Naslednica po prjamoj, 1982.);
- Jurij Verkun (Gribojedovskij valjs, 1995.);
- Jevgenij Styčkin (Denj polnolunija, 1998.);
- Sergej Bezrukov (Puškin. Poslednjaja duelj, 2006.);
- Stanislav Belozjorov (18-14, 2007.).

#### Popularna kultura
Popularnost Puškina je dovela do pojave anegdota o njemu, uključujući i specifične: npr. lik u drami Nikolaja Erdmana pokušava ispričati neku "nepristojnu" anegdotu o Puškinu (Samoubojica, 1931.).
Ponekad se ukazuje na rasprostranjenost šabloniziranosti i stereotipnosti percepcije Puškina kao velikog pjesnika bez dubljeg pronicanja u bit njegova stvaralaštva.
Vladimir Nabokov je pisao:
Ne znam da li u Francuskoj postoje takvi kalendari kao naši, u kojima se na drugoj stranici svakog listića nalazi tekst za petnaestominutno čitanje, - kao da su vam, predlagajući vam da pročitate tih nekoliko poučnih i zanimljivih redaka, nepoznati sastavljači htjeli nadoknaditi gubitak još jednog dana, stranicu s datumom kojeg se vi spremate otkinuti. Obično su odozgora prema dolje slijedili: datum neke bitke, pjesnička strofa, idiotska poslovica i meni za ručak. Često su se tamo nalazili Puškinovi stihovi; upravo je ovdje čitatelj usavršavao svoje književno obrazovanje. Tih bi nekoliko tužnih strofa, loše shvaćenih, prorijeđenih kao češalj, ogrubjelih od stalnog ponavljanja bogohulnim usnama, vjerojatno bilo sve što je ruski malograđanin znao o Puškinu da nije nekoliko popularnih opera koje su tobože posuđene iz njegova stvaralaštva... Konačno, uz kalendar i operu kod neupućenog čitatelja vežu se uspomene iz osnovne škole, djela - sve vrijeme jedna te ista - o Puškinovim junacima. Nećemo zaboraviti još nekoliko nepristojnih kalambura koji mu se vole pripisivati, i tada ćemo imati dovoljno istinitu sliku o stanju puškinskog duha kod ogromnog dijela Rusa.
Osim toga, 2008. je za vrijeme Puškinske svečanosti u Pskovu bio organiziran tzv. flash mob čiji su sudionici izjavili da su "ime Puškina toliko iscrpili i banalizirali da ga učenici više ne mogu slušati, a Puškin je također čovjek - neka i on ima normalan rođendan, a ne šou za turiste".
U filmu Bakenbardy Jurija Mamina (1990.) junaci filma upotrebljavaju lik Puškina kao osnovu za stvaranje političkog kulta. U njemu se također parodira eksploatacija lika pjesnika u svakodnevnim predmetima, npr. njegova slika se nalazi na matrjoškama, donjem rublju, itd.

## Sjećanje na Puškina

### Spomenici i muzeji
U raznim su gradovima podignuti spomenici Puškinu. Najviše kipova ima u gradovima Rusije i zemljama bivšeg SSSR-a (Moskva i Sankt Peterburg, Minsk, Kijev, Lavov, Odesa, Narva, Rostov na Donu, Petrozavodsk, Erevan, Gjumri, Kišinjev, Almati, Ašgabat, Tbilisi, Tiraspol, Benderi, Baku, Harkiv i dr.), međutim, spomenici pjesniku postoje i u Rimu, Madridu, Washingtonu, Québecu, Beču, Parizu, Ciudadu de Méxicu, Beogradu, Weimaru i Hemmeru, Šangaju, Burgasu, Kuopiou i mnogim drugim gradovima.
Godine 2007. Međunarodna federacija ruskojezičnih pisaca objavila je program "Svjetsko kulturno nasljeđe, fundamentalne vrijednosti i ruski jezik", u okvirima kojeg se po cijelom svijetu povodom 210-godišnjice rođenja A.S. Puškina planiraju postaviti spomenici pjesniku. Prema programu postavljene su biste visine 1,1 m u Đunđušu, Panami, Skoplju.
Muzeji posvećeni životu A.S. Puškina postoje u Moskvi, Sankt Peterburgu, Kišinevu, Gurzufu, slovačkim Brodzanyma i u drugim gradovima.
6. lipnja 2016. godine otkriven je spomenik Aleksandru Sergejeviču Puškinu u Zagrebu na jezeru Bundek, u budućoj Aleji pjesnika.

## Toponomastika
- Puškin - grad u Puškinskom rajonu Sankt Peterburga - do 1918. Carsko selo, do 1937. Dječje selo. Grad je dobio suvremeni naziv 1937., na stogodišnjicu smrti pjesnika.
- Puškino - selo u Sovjetskom rajonu Saratovske oblasti.
- Puškinske gore - selo u Puškinogorskom rajonu Pskovske oblasti
- Puškin - majur u Krasnosulinskom rajonu Rostovske oblasti. Ulazi u sastav Proletarskog seoskog naselja.
- Puškin - vojni aerodrom blizu grada Puškin.
- Po Puškinu su nazvane ulice: Puškinska ulica u Sankt Peterburgu, Harkivu, Odesi, Simferopolju, Rostovu na Donu, Erevanu, Rigi, te u još niz manje naseljenih gradova Rusije i zemalja bivšeg SSSR-a, a također u Novom Sadu i Skoplju,[86] trgovi (Puškinski trg u Moskvi koji je dobio to ime 1937., na stogodišnjicu smrti pjesnika), obalne ulice (Moskva, Taganrog), parkovi (Skoplje).
- Puškinskaja - naziv postaje metroa u:
  - Sankt Peterburgu - nalazi se pored Vitebskog kolodvora, otkuda vodi direktna željeznička linija za Carsko selo. U podzemnom vestibulu postaje postavljen je kip pjesnika koji sjedi na klupi.
  - Moskvi - postaja je također osmišljena kao memorijalna; njezin je naziv isto povezan s Puškinskim trgom na koji vodi jedan od izlaza.
- Puškinski most u Moskvi
- Puškin-Tau - planina u Dagestanu, u okolici grada Izberbaš.
- Puškin - asteroid (2208 Puškin) i krater na Merkuru.
- Puškinski prijevoj - planinski prijevoj u Armeniji, gdje je, kako je pisao Puškin, sreo arbu na kojoj su u Tbilisi prevozili tijelo Aleksandra Gribojedova, ubijenog u Teheranu.

### Institucije i organizacije
- Puškinski dom (RAN - Ruska akademija znanosti).
- Državni muzej likovnih umjetnosti "A.S. Puškin" u Moskvi.
- Dramska kazališta u Moskvi, Pskovu, Krasnojarsku, Magnitogorsku, Harkivu, opera i balet u Nižnjem Novgorodu, rusko kazalište u Ašgabatu, i niz drugih kazališta.
- Državni institut za ruski jezik „A.S. Puškin“ u Moskvi.
- Državni pedagoški institut "A.S. Puškin" u Brestu.
- Centralna rajonska knjižnica u Gatčini (od 2004.).[89]
- Rusko kulturno društvo "A.S. Puškin" u SAD-u.
- Državna knjižnica Kazačke SSR "A.S. Puškin".
- Njemačko kulturno društvo "Deutsche Puschkin-Gesellschaft e.V." u Wiesbadenu.
- Učilišni dom osnovan 1907. u Sankt Peterburgu na Velikoj Ružejnoj ulici (danas – ulica Mira). Za vrijeme SSSR-a postao je škola (danas Srednja škola №80).
- Zajednička turkmensko-ruska škola "A.S. Puškin" u Turkmenistanu.
- Nacionalni povijesno-književni rezervat "A.S. Puškin" u selu Zaharovo (Moskovska oblast).
- Pariška masonska loža "Aleksandr Sergejevič Puškin" № 1101 (osnovana 1991.), u sastavu Velike lože Francuske.[90][91]

### Ostalo
- Medalja A.S. Puškina - od 1977. najviše počasno odlikovanje na području proučavanja ruskog jezika, utemeljilo ga je Ministarstvo obrazovanja SSSR-a. Svake se godine nagrada uručuje najviše deset osoba koje su dale značajan doprinos na području istraživanja i širenja ruskog jezika, kulture, uključujući rusku književnost, umjetnost i njoj srodna područja. Nagradu uručuje Međunarodna udruga predavača ruskog jezika i književnosti (MAPRJAL).
- Nagrada A.S. Puškin - od 1995. na području ruskog jezika i književnosti. Dodjeljuje ju Ruska akademija znanosti.
- Medalja Puškina - dodjeljuje se ukazom Predsjednika Ruske Federacije №574 od 9. svibnja 1999.
- 6. lipnja 2009. tražilice Yandex[92] i Google[93] odale su počast pjesniku time što su u svoj logo unijele elemente Puškinovih crteža.

## Dodatne informacije

### Puškinisti
- Blagoj, Dmitrij:
  - Puškin A.S. (Boljšaja sovetskaja enciklopedija - 1955.).
  - Problemy postrojenija naučnoj biografii Puškina (Direkt-Media, Moskva, 2010., ISBN 978-5-9989-0935-1).
  - Tvorčeskij put' Puškina, 1826-1830 (Sovetskij pisatelj, Moskva, 1967.).
- Vacuro, V.: Puškin v soznanii sovremennikov (Akademičeskij projekt, Sankt Peterburg 1998., ISBN 5-7331-0118-0, ISBN 5-7331-0119-9).
- Veresajev, Vikentij: Puškin v žizni (Sovetskij pisatelj, Moskva, 1936.).
- Geršenzon, D.: Puškin A.S. (Boljšaja sovetskaja enciklopedija - 1940.).
- Kirpičnikov, A.: Puškin (rječnik Brokgauza i Jefrona - 1890. – 1907.).
- Lotman, Jurij: A.S. Puškin: Biografija pisatelja (Prosveščenije, Lenjingrad, 1982.).
- Nemomnjaščij, Valentin: Puškin A.S., (Boljšaja sovetskaja enciklopedija - 1975.).
- Tomaševskij, Boris: Puškin A.S. (rječnik instituta Granat - 1929.).
- Tynjanov, Jurij:
  - Puškin (Nauka, Moskva, 1969.).
  - Puškin i Kjuheljbeker (Nauka, Moskva, 1969.).
- Hrapčenko, M.: Puškin A.S. (Literaturnaja enciklopedija - 1935.).
- Cjalovskij, Mstislav: Hronologičeskaja kanva biografii (Polnoje sobranije sočinenij v 6 tomah - 1931.).
- Čerkašin, Andrej, Čerkašina, Larisa: Tysjačeletneje drevo A.S. Puškina (Libereja, 1998., ISBN 5-85129-085-4).

### Književni časopisi i almanasi koji su surađivali s Puškinom
| - Blagonamerennyj - Vjesnik Europe (1802. – 1830.) - Damskij žurnal - Literaturnyje listki - Literaturnyj muzeum na 1827 god - Mnemozina (almanah) - Moskovski vjesnik - Moskovski telegraf - Nevskij aljmanah - Nevskij zritelj - Novosti literatury, ili Pribavlenija k "Russkomu invalidu" | - Otečestvennyje zapiski - Podsnežnik (almanah) - Polarna zvijezda (dekabristički almanah) - Recenzent - Ruski invalid (ili Vojennyje vedomosti) - Sjeverna pčela - Sjeverno cvijeće (Delvigov almanah) - Sorevnovatelj prosveščenija i blagotvorenija - Sin domovine - Uranija (almanah) |